# Socha Krista Spasitele (Neveklov)
Socha Krista Spasitele (Neveklov) se nachází na kopci nad obcí Neveklov v středočeském okrese Benešov. Je inspirována sochou Krista Spasitele zhlížející z kopce Corcovado.na Rio de Janeiro. Má však výšku pouhé 3 metry a je ze dřeva.

## Historie
Socha vznikla z iniciativy občanského sdružení Nevenia. Největší zásluhu na jejím vzniku má člen sdružení Tomáš Kouklík, který na ni pracoval s kamarády téměř rok.
Není náhoda, že socha Krista Spasitele, někdy nazývaného také Vykupitele (portugalsky Cristo Redentor) stojí právě v tomto malebném kraji v blízkosti Slapské přehrady. Osada zde byla založena v polovině 13. století rodem Rožmberků. První písemná zpráva pochází z roku 1285. Za druhé světové války bylo městečko zabráno nacisty, jeho obyvatelé byli v roce 1942 násilně vystěhováni a městečko i s jeho okolím sloužilo jako vojenské cvičiště jednotkám SS.Tyto tragické události mají dopad na život obyvatel dodnes. Socha Krista Spasitele nad Neveklovem! má napomáhat poučení z této minulosti a k odpuštění.